# Je voulais des pantalons
Je voulais des pantalons (titre original en italien: Volevo i pantaloni) est le premier roman de l'écrivaine italienne Lara Cardella, paru dans sa langue d'origine en 1989. Roman autobiographique, il raconte l'adolescence de l'auteur et ses aspirations de jeune fille ordinaire, dans une partie de la Sicile marquée par la morale et le machisme,.
Succès de librairie en Italie, le livre a été traduit en quinze langues et s'est vendu à plus de deux millions d'exemplaires,, . Il a été adapté au cinéma en 1990 par Maurizio Ponzi, avec, dans le rôle principal, Giulia Fossà.

## Titrage international
- Royaume-Uni Good Girls Don't Wear Trousers
- France Je voulais des pantalons
- Allemagne Ich Wollte Hosen
- Espagne Querìa los pantalones
- Portugal Eu querìa usar calças
- Grèce  Chypre Ήθελα να φορέσω παντελόνι
- Japon Zubon ga hakitakatta noni (ズボンがはきたかったのに?)
- Pays-Bas Ik wilde een broek